# Hemidiaptomus
Hemidiaptomus é um género de crustáceo da família Diaptomidae.
Este género contém as seguintes espécies:
- Hemidiaptomus roubaui (Richard, 1888)
- Hemidiaptomus ignatovi Sars G.O., 1903
- Hemidiaptomus monticola Weisig & Ali-Zade, 1938
- Hemidiaptomus rylovi Charin, 1928
- Hemidiaptomus tarnogradskii Rylov, 1926